# Emmarys Pinto
Emmarys Pinto (n. 15 de mayo de 1986 en Araure, Portuguesa, Venezuela) es una modelo venezolana, Miss Intercontinental . Fue Miss Lara en Miss Venezuela, quedó en las finalistas. Representó a Venezuela en Miss Intercontinental en Huangshan, China, y obtuvo el tercer título para Venezuela. Después coronó algunas de las participantes en el Miss Venezuela.